# Gewoon schubjesmos
Gewoon schubjesmos (Hypocenomyce scalaris) is een mossoort behorend tot de familie Ophioparmaceae. Het leeft in symbiose met een chlorococcoïde alg. Het groeit op boomschors en hout, zowel op loof- als naaldbomen. Uitzonderlijk komt het alleen voor op rotsachtige ondergronden.

## Determinatie
Het thallus met protococcoïde algen bestaat uit talrijke, kleine, als dakpannen gerangschikte, schelpachtige schubben met een diameter van ongeveer 1,5 mm. Hun bovenzijde is grijsgeel, geelgroen, olijfgroen of bruin. Aangrenzende schubben overlappen elkaar vaak dakvormig. Een enkele schaal is 0,5–1,5(–2) mm breed en even lang. De kleur varieert van lichtbruin of oker tot grijs of olijfbruin. Het hypothecium is lichtbruin tot donkerbruin van kleur, het epithecium is groen.
Apotheciën zijn zeldzaam. Ze hebben een diameter van 0,5–1,5 mm, zijn zwart en gebogen, en hun platte of licht convexe schijven zijn blauwgrijs berijpt. Elke ascus produceert 8 eencellige ascosporen met afmetingen van 7–8 × 3–4 μm. Pycnidiën zijn zittend, zwart, voorkomend op het boven- of onderoppervlak. Ze produceren pycniosporen met afmetingen van 5–7,5 μm.
Het heeft de volgende kenmerkende kleurreacties: K+ (rood), C-, P+ (oranje) of P-.

## Verspreiding
Gewoon schubjesmos komt voor op alle continenten behalve Antarctica. De soort komt voor in Centraal-Europa, vooral op grotere hoogte, waar het leeft in de zure bast van naaldbomen en eiken. Het verspreidingsgebied strekt zich uit van de naaldbossen van de noordelijke boreale zone tot de bergen van het Middellandse Zeegebied. Als acidofiele, maar relatief ongevoelige soort voor verontreinigende stoffen, wordt het bevorderd door zure emissies; het is zeldzamer in kalksteengebieden.
In Nederland is gewoon schubjesmos vrij zeldzaam.

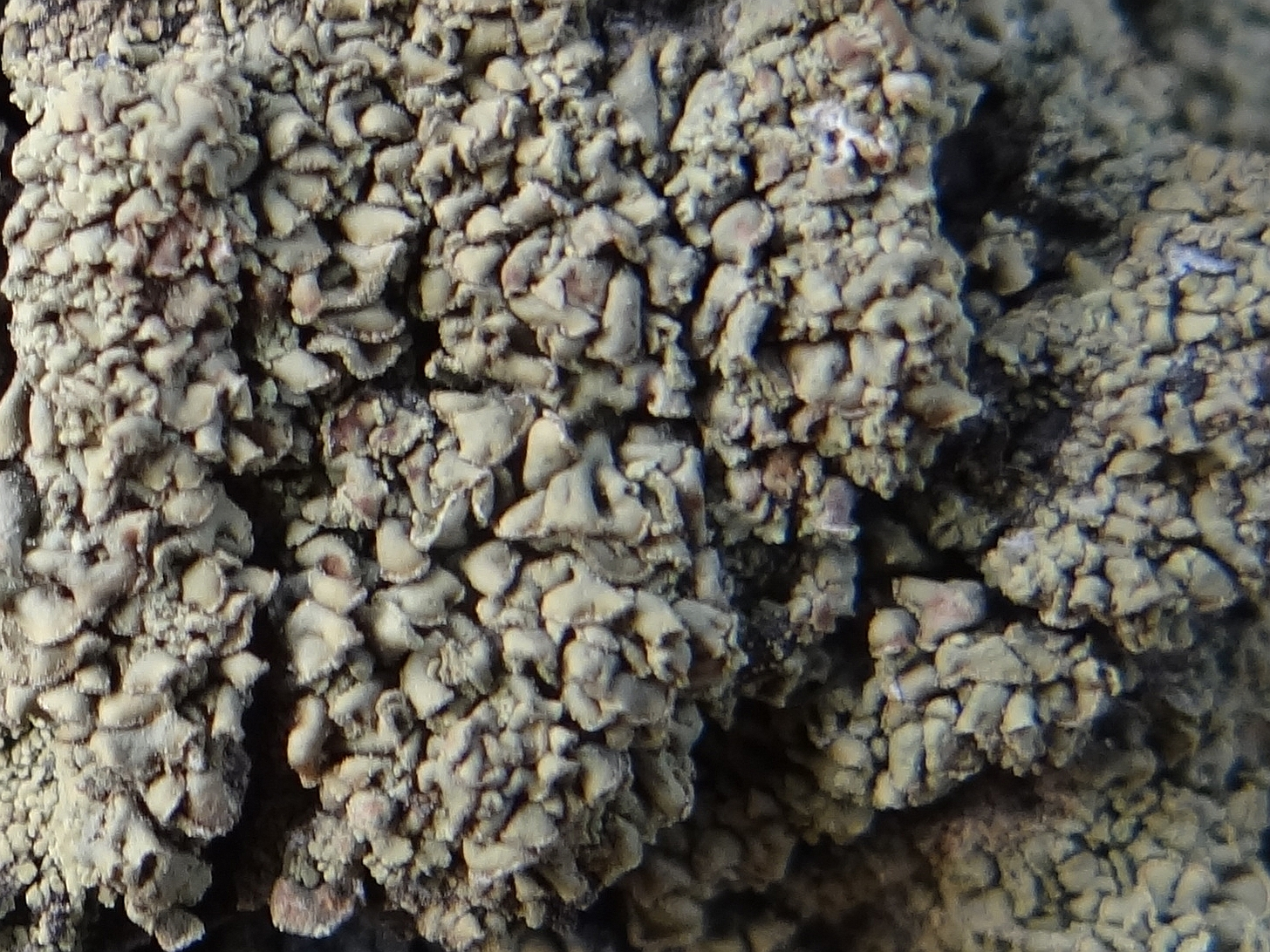
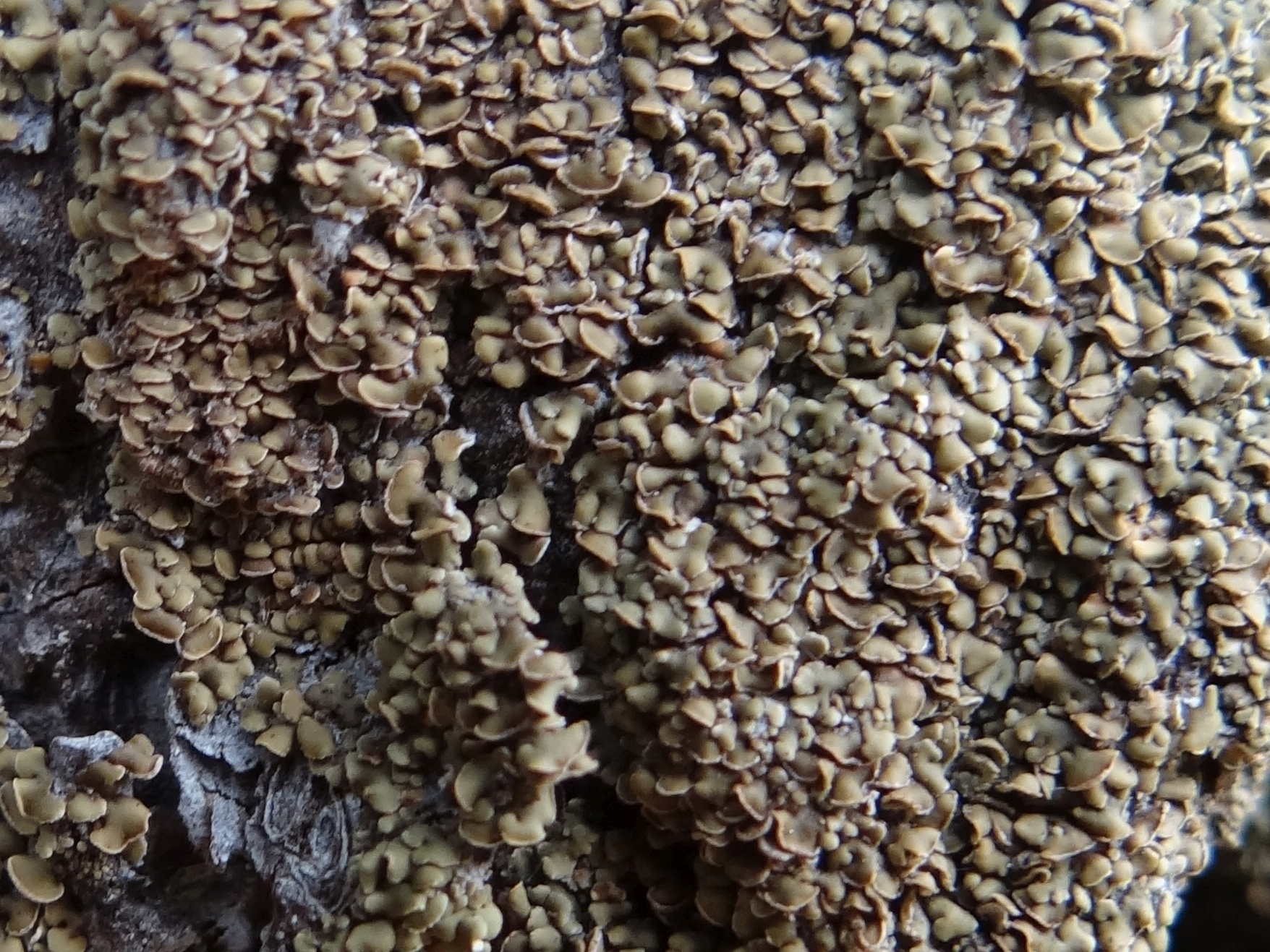